# Хасель, Пабло
Пабло Хасель (исп. Pablo Hasél, настоящее имя Пабло Ривадулья Дуро, исп. Pablo Rivadulla Duró) (род. 9 августа 1988 года, Льейда, Каталония, Испания) — испанский рэпер, писатель, поэт и левый политический активист каталонского происхождения. Участник каталонского национального движения. Политический заключённый.
В своём творчестве активно выступал с критикой политики Испании в отношении Каталонии, капитализма, династии Бурбонов, режима генерала Франко, за независимость Каталонии и восстановление республиканского строя. Получил широкую известность после выхода в 2016 году песни «Juan Carlos el Bobón» (исп. «Хуан Карлос Клоун», пародия на фамильное имя бывшего испанского короля), в которой в резких выражениях обвинял Хуана Карлоса I в связях с режимом Саудовской Аравии, ИГИЛ, сотрудничестве с генералом Франко и сознательном убийстве своего брата, инфанта Альфонсо. В 2018 году был приговорён к двум годам тюремного заключения за «оскорбление королевской фамилии» и «прославление терроризма» (подразумевались одобрительные высказывания и твитты Хаселя в отношении ЭТА и FRAP), однако вышестоящие суды в итоге снизили назначенный ему тюремный срок до девяти месяцев. В начале 2021 года приговор был утвержден Верховным судом, и 12 февраля рэпера обязали явиться в полицию для задержания и последующей отправки в тюрьму, однако Хасель публично заявил, что не будет этого делать. Утром 16 февраля был арестован после незначительных стычек в здании ректората Университета Льейды, где он пытался забаррикадироваться со своими сторонниками.
Задержание рэпера привело к многотысячным акциям протеста. Более 200 деятелей культуры, в том числе музыкант Жуан Мануэль Серрат, режиссёр Педро Альмодовар и актёр Хавьер Бардем, подписали петицию против приговора рэперу, однако тот пересмотрен не был. Впоследствии провинциальным судом Льейды был утверждён ещё один приговор сроком 2 года 6 месяцев. 
Отбывает тюремное заключение в Centre Penitenciari de Ponent в Льейде. 21 июля 2023 года, за два дня до внеочередных парламентских выборов, испанские власти сообщили, что Пабло Хасель будет освобождён 14 апреля 2027 года, таким образом проведя в заключении 6 лет и 2 месяца.

## Биография
Пабло Хасель (в русскоязычных источниках также упоминается, как Пабло Асель) родился 9 августа 1988 года в каталонском городе Льейда. Его отец, бизнесмен Игнасио Ривадулья, был президентом местного футбольного клуба «Unió Esportiva Lleida», а мать происходила из семьи юристов. Его дед, Андрес Ривадулья Буира, во время гражданской войны воевал в армии генерала Франко, дослужился до звания лейтенанта и впоследствии участвовал в борьбе с партизанами-антифранкистами. Начав увлекаться музыкой, Пабло Ривадулья Дуро взял псевдоним «Хасель» (или «Асель») (под влиянием арабской литературы) и в 2005 году дебютировал на сцене с демо-альбомом «Это не рай» (исп. «Esto no es el paraíso»), содержавшим семь песен, объединённых общей темой критики навязывания народу государством ощущения обеспеченности благоприятными для жизни условиями. Внимание критиков привлекли такие композиции, как «Думаю, когда-то я был Пабло» (исп. «Creo que un día fui Pablo») и «Мне не нужна пощада» (исп. «No busco clemencia»), в которых были использованы отождествление волнения лирического героя с волнением общества, меланхоличная мелодия, живая речь посторонних людей и прямое обращение героя к властям в довольно жёсткой форме. С того же времени началось его увлечение левыми взглядами.
С 2004 по 2011 год Хасель записал 54 сольных и ряд совместных с другими каталонскими рэперами композиций, подавляющее большинство которых носили протестный характер. Наибольшую известность получили его песни «Смерть заставила нас жить» (исп. «La muerte nos obligó a vivir»), «Бороться до победы» (исп. «Resistir hasta vencer»), «Голос нельзя запереть» (исп. «La voz no puede encerrarse») и «Семена свободы» (исп. «Semillas de libertad»). С 2011 года рэпер стал выступать с концертами за пределами автономного региона, после чего на него обратили внимание испанские власти и силовые структуры.
В октябре 2011 года был арестован и впоследствии освобождён под залог за песни «Демократия, мать её» (исп. «Democracia, su puta madre») и «Свободу Камараду Аренасу!» (исп. «Libertad Camarada Arenas!»), в которых он положительно отозвался о экс-Генеральном секретаре Коммунистической партии Испании (восстановленной) Мануэле Пересе Мартинесе (больше известном, как Камарад Аренас), который был приговорён к 17-ти годам тюремного заключения за принадлежность к запрещённой в Испании леворадикальной организации ГРАПО, а также раскритиковал политику правящей в то время Испанской социалистической рабочей партии (ИСРП). В апреле 2014 года был вторично арестован и получил условный срок (2 года) за исполнение 10-ти песен, посвящённых ЭТА, ГРАПО, «RAF» и Terra Lliure, а также угрозы в адрес известных испанских политиков Жозе Боно и Пачи Лопеса. В мае того же года представители Народной партии (НП) потребовали от мэрии Льейды исключить выступление Хаселя из программы главного городского фестиваля под предлогом того, что «на фестивале, организованном с целью объединения жителей, недопустимо участие артиста, тексты песен которого затрагивают темы ненависти и протестов». Мэрия выполнила требование и принесла НП извинения.
В это же время Хасель начал принимать активное участие в деятельности каталонского национального движения. Поддержал проведённый правительством Артура Маса опрос о статусе региона, написал ряд песен в поддержку его независимости, принимал участие в референдуме 2017 года и поддержал провозглашение Каталонской республики.
По собственным словам, был вынужден нелегально работать во Франции, так как в Испании его отказывались принимать на работу из-за судимостей.
В 2016 году выпустил песню «Juan Carlos el Bobón» (исп. «Хуан Карлос Клоун», пародия на фамильное имя бывшего испанского короля), в которой в резких выражениях обвинял его в связях с режимом Саудовской Аравии, ИГИЛ, генералом Франко и сознательном убийстве конкурента за корону, инфанта Альфонсо. Песня получила широкую популярность, в том числе за пределами Испании (особенно после ареста рэпера), и привела к очередному условному сроку Хаселя по обвинению в «оскорблении королевской семьи».
Был лично знаком с Пабло Иглесиасом, будущим основателем и лидером коалиции «Унидас Подемос» («Подемос» — «Объединённые левые»), написал несколько песен для его передачи «La Tuerka», но разорвал связи с ним после того, как тот заявил об отсутствии в Испании политических заключённых. В своих песнях и выступлениях подвергал «Подемос» и антисталинистских левых (еврокоммунистов, троцкистов и анархистов), нападкам, резко негативно отзывался об экс-руководителе Коммунистической партии Испании (КПИ) Сантьяго Каррильо, обвиняя его в сговоре с Бурбонами против рабочего класса. Помимо НП («Мариано Рахой Брей», исп. «Mariano Rajoy Brey»), «Подемоса» («Так мы не можем», исп. «Así no podemos»), ИСРП и КПИ («Коммунист», исп. «Comunista»), Хасель также резко критиковал партию «Граждане» и её лидера Альберта Риверу («Альберт Примо де Ривера», исп. «Albert Primo de Rivera»), сравнив его с фашистским деятелем Хосе Антонио Примо де Риверой, и правопопулистскую партию «Vox» («Фашистский поток», исп. «Fachaflow»).

## Арест и протесты
28 января 2021 года испанский суд обязал Хаселя в течение 10 дней предать себя в руки полиции для отбывания девятимесячного тюремного срока по делу за «оскорбление королевской семьи». В тот же день представитель ЕСПЧ Роберт Рагнар Спано предупредил руководство Испании, что Страсбургская доктрина о правах в случаях критики публичных персон «ясна», цитируя два связанных с династией Бурбонов дела, по которым ЕСПЧ вынес решение о непропорциональной суровости испанских приговоров. Он объяснил, что «государственные чиновники, министры, короли из-за публичного характера их функций должны принимать более широкий спектр критики».
6 февраля около тысячи человек собрались на площади Хасинто Бенавенте в Мадриде в знак солидарности с рэпером и в защиту свободы слова, однако митинг был разогнан спецподразделением полиции. 12 февраля, в последний день указанного испанским судом срока, Пабло Хасель выложил на своём YouTube-канале песню «Ни даже Филипп VI» (исп. «Ni Felipe VI»), посвятив её «так называемому прогрессивному правительству, которое увековечило репрессии». Хасель приводит слова испанского короля: «Без свободы выражения мнений и информации нет демократии», резко критикуя его, его отца и дочь за обман и обнищание народа, в то время как королевская семья «наслаждается своими часами „Rolex“».
Рэпер публично отказался исполнять требования властей, после чего с 50-ю своими сторонниками забаррикадировался в здании ректората Университета Льейды, но был арестован. Защитником Хаселя выступил известный испанский адвокат баскского происхождения Хуан Мануэль Оларьета — член КПИ(в), участвовавший на стороне защиты в резонансных процессах над членами ГРАПО, RAF, а также проходившем по схожему обвинению рэпером Вальтоником.
Международная организация Amnesty International, президент Мексики Андрес Мануэль Лопес Обрадор, президент Венесуэлы Николас Мадуро и экс-президент Боливии Эво Моралес потребовали от испанских властей отпустить исполнителя. В городах Испании начались массовые протесты с требованиями пересмотра приговора и защиты свободы слова, в Барселоне демонстранты забросали полицию камнями и краской, в Льейде протестующие атаковали местные отделения Народной партии, ИСРП и Соцпартии Каталонии (PSC), закидав их тухлыми яйцами, предпринимались попытки строительства баррикад. 33 человека получили ранения (8 из них попали в больницы), ещё 15 человек задержали. В поддержку протестов выступила мэр Барселоны Ада Колау, а на некоторых административных зданиях (мэрии Манакора, Средней школы имени Сантьяго Собрекес в Жироне и др.) были вывешены лозунги с требованиям освобождения рэпера.
17 февраля коалиция «Унидас Подемос» подала кортесам прошение о помиловании Хаселя. Выступая в парламенте, представитель блока Жессика Альбиач заявила, что приговор является «демократической аномалией» и исполнителя посадили в тюрьму просто за то, что он воспользовался своим правом свободы слова. Прошение было отклонено.
1 марта прокуратура Испании потребовала увеличить срок заключения Хаселя ещё на 5 лет и 3 месяца по обвинению в нападении на административное здание в Льейде 25 марта 2018 года в знак протеста против ареста в Германии экс-руководителя Каталонии и одного из лидеров движения за независимость региона Карлеса Пучдемона. Хасель и ещё 10 обвиняемых, по данным прокуратуры, намеревались «получить доступ в здание». Также провинциальным судом в Льейде был утвержден ещё один приговор сроком 2 года 6 месяцев тюремного заключения, вынесенный в 2020 году «за воспрепятствование правосудию и угрозы», поданная не него апелляция была отклонена. 
Совет Европы осудил Испанию за нарушение свободы выражения мнений и призвал к реформе уголовного законодательства страны.
Массовые выступления в поддержку Хаселя прошли в городах Испании и, особенно, Каталонии. Ущерб от погромов в Барселоне был оценён в 1,5 миллиона евро. В ряде городов демонстранты вступали в столкновения с полицией. Почти 200 человек было задержано, ещё 200 — получили ранения. ИСРП и правые партии (прежде всего, НП и «Vox») решительно осудили протесты и поддержали их силовое подавление, в то время как «Унидас Подемос» заняла уклончивую позицию, квалифицировав действия полиции и приговор как посягательство на свободу слова, но не приняв мер к освобождению Хаселя.
16 августа 2021 года, спустя полгода после ареста рэпера, во многих городах Испании на стенах домов появились надписи: «6 месяцев в заключении за высказывание объективных фактов! Свободу Пабло Хаселю!» и «6 месяцев заключения за защиту рабочего класса! Полная амнистия!».

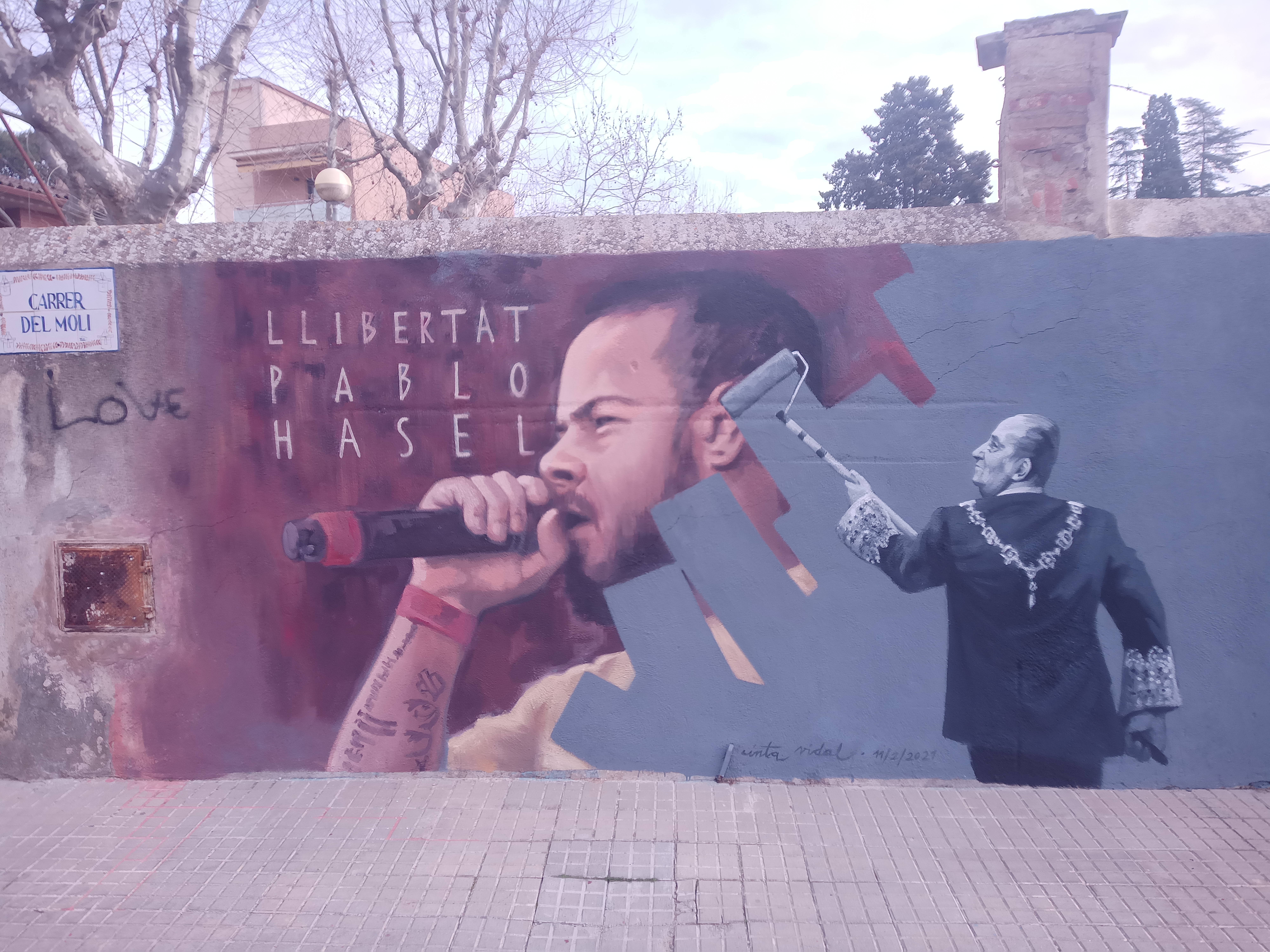
Композиция в поддержку Пабло Хаселя в Барселоне, изображающая короля Хуана Карлоса Бурбона, пытающегося закрасить портрет рэпера серой краской. Лозунг на каталонском языке: «Свободу Пабло Хаселю»

## Дискография
Список альбомов приведён по:.

### Самостоятельно
- Esto no es el paraíso (2005)
- Miedo y asco en Ilerda (2007)
- Trastorno Tripolar (2007)
- Desde el abismo se goza de las mejores vistas (2008)
- No me joda doctor (2008)
- Recital de ideales/No me joda Doctor (2008)
- En ningún lugar pero aquí (2008)
- Descuartizando resacas (2009)
- Quemando la vida (2009)
- Cuando el tiempo no nos tocaba las ilusiones (2009)
- Se lo vomite al viento mientras ella se drogaba con otro (2010)
- Inéditas por culpa de Aileen Wuornos (2010)
- Banquete de larvas (2010)
- Siempre perdidos 1 (2010)
- Siempre perdidos 2 (2010)
- El Che disparaba (2011)
- Solos en medio del misterio infinito (2011)
- Polvo y ceniza (2011)
- Un café con Gudrun Ensslin (2011)
- El infierno sería verlos más allá (2011)
- Crucificado en tu clítoris (2011)
- Besos cortados con coca (2011)
- Canciones supervivientes al registro policial (2012)
- La tortura placentera de la luna: algunas canciones inéditas (2012)
- Escribiendo con Ulrike Meinhof (2012)
- Empezar de bajo 0: Algunos poemas grabados (2012)
- La noche que supe que hay laberintos sin salida (2012)
- Poemas de presos políticos comunistas (2012)
- Los gusanos nunca volarán (inéditas) (2012)
- La muerte nos obligó a vivir (2012)
- Sigue desnudándose la dictadura del capital (2013)
- Por mera supervivencia (inéditas) (2013)
- Por mera supervivencia II (inéditas) (2013)
- Por mera supervivencia III (inéditas) (2013)
- Exprimiendo el corazón (inéditas) (2013)
- Tarde o temprano Venceremos (2014)
- Mientras me asesina el tiempo (inéditas) (2014)
- Por escapar de la oscuridad (inéditas) (2014)
- A Orillas Del Segre (2014)
- Cafeína e imaginación (inéditas) (2015)
- Burlando al dolor (2015)
- Boicot Activo (2015)
- Hasta el fin de mis días (2015)
- Resistir hasta vencer (2016)
- Esto ya ni desahoga (inéditas) (2016)
- Fuerte fragilidad (2017)
- Perdidos en el infinito (2017)
- El interrogatorio del atardecer (2018)
- La voz no puede encerrarse (2018)
- Ha llovido mucho (2019)
- Semillas de libertad (2019)
- Haciéndome la autopsia (2020)
- La inmolación de las entrañas (2020)
- Canciones para la revuelta y la soledad (2020)
- Hay que pararlos (2021)

### В коллаборации
- Ciniko: Rabia (La teoría del nada, 2007)
- Zwit: Violé a mis monstruos
- Rekiêm: Insomnio dicta (Amaneciendo en persia, 2011)
- Be timeless: La muerte en cada partícula (Sencillo y en silencio, 2011)
- Charly efe: Follando como perros (Sra. Muerte pase usted primero, 2011)
- shakymc: Compositor de varios temas (Joel Murillo, 2009—2012)
- The Gulaggers: Whiskey & nachos
- Gorka: Señalando obstáculos (Con Pipe Díaz, 2013)
- Los Chikos del Maíz: Los hijos de Iván Drago (Pasión de Talibanes, 2011)
- RPG-7: Pásate (En tu ciudad, 2012)
- H.Kanino: Vidas al límite (Con Ozhe, 2013)
- Pipe Díaz: El eco de los disparos
- Pipe Díaz: Jódete Burgués
- El Invikto: Insomnio e Imaginación
- Valtònyc: Lo Que La Represión No Puede Frenar
- Saúl Zaitsev and Pipe Díaz: Somos
- Saúl Zaitsev: Otro Paso
- Arma X: Los Nietos De Stalin
- Nyto: Anticapitalismo o Barbarie
- Siker: Trabajos Forzados
- Cíniko: Sublévate
- Cíniko: Menti ros (посвящена Ангелю Росу, мэру Льейды в 2004—2018 годах, члену PSC и противнику национального движения).
- Boot Boys: Hostiles Torbellinos
- Elisa: Siempre Vivirán
- ARS MORIS and Cíniko: Rojo remedio (2018)
- Koro: Parásitos (2020)
- Konorte: Askatasun Haziak (2020)
- Eshoj Ekirne: Seguimos firmes (2020)
- Mara: Sua eta Harria (2020)
- Luis Díaz: Internacionalismo (2020)
- Teko: Traga (2020)